# Врани-Кон
Врани-Кон (болг. Врани кон) — село в Болгарии. Находится в Тырговиштской области, входит в общину Омуртаг. Население составляет 790 человек (2022).

## Политическая ситуация
В местном кметстве Врани-Кон, в состав которого входит Врани-Кон, должность кмета (старосты) исполняет Исмаил Якыб Исуф (независимый) по результатам выборов.
Кмет (мэр) общины Омуртаг — Неждет Джевдет Шабан Движение за права и свободы (ДПС)) по результатам выборов.